# New Museum of Contemporary Art
Il New Museum of Contemporary Art, fondato nel 1977 da Marcia Tucker, è l'unico museo a New York City esclusivamente dedicato a presentare l'arte contemporanea proveniente da tutto il mondo.
Nel periodo 2002 - 2007, il New Museum ha ospitato le mostre di artisti provenienti da Argentina, Brasile, Bulgaria, Camerun, Cina, Cile, Colombia, Cuba, Germania, Polonia, Spagna, Sudafrica, Turchia, e Regno Unito e molti altri paesi.
Il museo presenta le opere di artisti poco conosciuti e ha allestito ambiziose rassegne di importanti figure come Ana Mendieta, William Kentridge, David Wojnarowicz, Paul McCarthy e Andrea Zittel prima che essi avessero ottenuto un diffuso successo. Nel 2003, il New Museum costituì una collaborazione con Rhizome, una piattaforma on line per l'arte multimediale globale.
Nel 2005 il museo faceva parte delle 406 istituzioni artistiche e sociali di New York City aventi diritto a ricevere parte di 20 milioni di dollari forniti dalla Carnegie Corporation, la quale è stata creata grazie a una donazione fatta dal sindaco di New York Michael Bloomberg.
 
Alla fine del 2007, il New Museum ha aperto un nuovo spazio di sette piani e otto livelli presso il 235 Bowery, a Prince Street. Questo nuovo ambiente, progettato dal marchio giapponese Sejima + Nishizawa/SANAA e dall'americano Gensler, consente di espandere le mostre e lo spazio del museo.